# Cerataphis vandermeermohri
Cerataphis vandermeermohri är en insektsart. Cerataphis vandermeermohri ingår i släktet Cerataphis och familjen långrörsbladlöss. Inga underarter finns listade i Catalogue of Life.